# Кривина (Брашов)
Кривина (рум. Crivina) насеље је у Румунији у округу Брашов. Oпштина се налази на надморској висини од 926 m.

## Становништво
Према подацима из 2011. године у насељу је живело 3289 становника.